# クリエイティブ・コモンズ・ライセンス
クリエイティブ・コモンズ・ライセンス(英語: Creative Commons license、略称: CC license)とは、クリエイティブ・コモンズが定義する著作権のある著作物の配布を許可するパブリック・ライセンスの一つである。
自作品を共有・使用・二次創作する権利を、作者が他者に付与する場合に、クリエイティブ・コモンズ・ライセンスおよびパブリック・ドメイン・ツールが使用される。作者が求める形に対応できるように、ライセンスとツールはいくつかの異なる頒布条件を提供している。たとえば、自作品を非商用のみで使用許可することも出来る。

## 標記

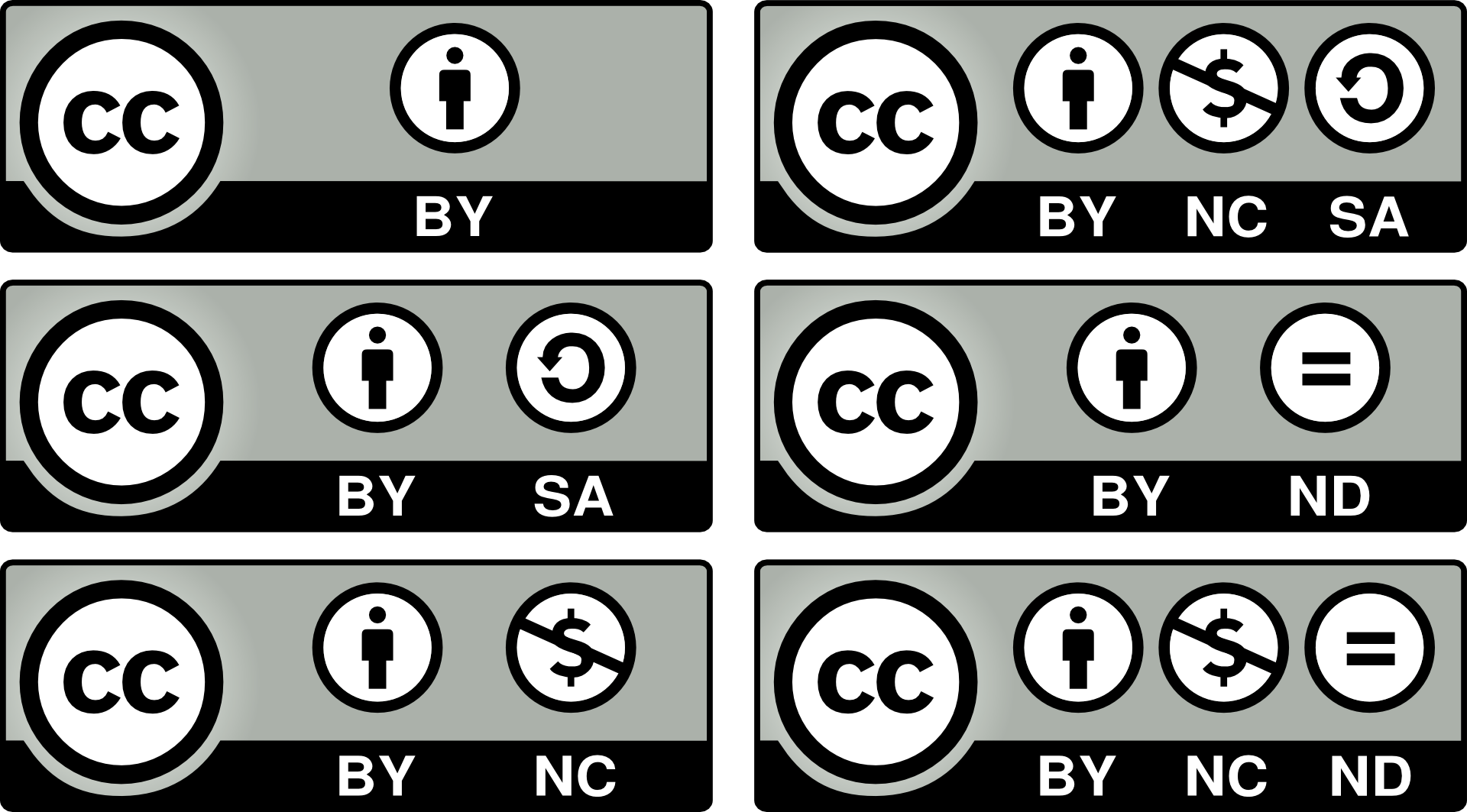
コモンズ証のアイコン例

全てのライセンスおよびツールはコモンズ証、リーガル・コード、デジタル・コードの3つのフォーマットで標記される。
コモンズ証(英: Commons Deed)は、ライセンスおよびツールの法的な誓約を法律家ではない利用者にユーザーフレンドリーに表した標記である。この標記はライセンスの誓約を表す名称およびアイコンで表現される。標記はライセンスの誓約に基づく概要を含み、作品の作者および利用者が作品を利用する上で求められる誓約を法律家のような専門的な知識がなくとも理解できるものとなっている。ただし、それ自体がライセンス条文の法的な定義を持つものではなく、法的な定義はリーガル・コードによって標記される。コモンズ証のアイコンはパブリックドメインの下で公開され、ウィキメディア・コモンズでも再頒布されている。
リーガル・コード(英: Legal Code)は、ライセンスおよびツールの法的なライセンス条文を文書化した標記である。ライセンス条文は英語で記述され、作品を利用する上での著作権を含む権利の扱い、誓約に従った作品の利用指南が文書として記述されている。全てのライセンスおよびツールのリーガル・コードはクリエイティブ・コモンズの公式サイトで公開されている。リーガル・コードはクリエイティブ・コモンズ関連団体により他国語に公式翻訳されたものが存在する。
デジタル・コード(英: Digital Code)は、ライセンスおよびツールをソフトウェアが識別するためのRDF、XMP、もしくはより低レベルのファイルフォーマットで表した標記である。検索エンジンが作品を探す、楽曲プレイヤーが演奏する、画像または動画プレイヤーが表示するなどの際に作品のライセンスを識別し、ソフトウェアが誓約に従った適切な制御をするために用いられる。この標記はccREL(Creative Commons Rights Expression Language)として標準化されている。

## 規定領域

CC some rights reserved

クリエイティブ・コモンズ・ライセンスおよびパブリック・ドメイン・ツールの下で公開された著作物は適用できる著作権法に準拠し、ライセンスおよびツールは書籍、演劇、映画、音楽、記事、写真、ブログ、ウェブサイトといった著作権の概念があるすべての著作物に適用させることが出来る。ただし、クリエイティブ・コモンズはクリエイティブ・コモンズ・ライセンスをソフトウェアに適用させることは推奨していない。
クリエイティブ・コモンズ・ライセンスは、一つ以上のライセンス条項の組み合わせで広い範囲を対象としたライセンスを提供する。

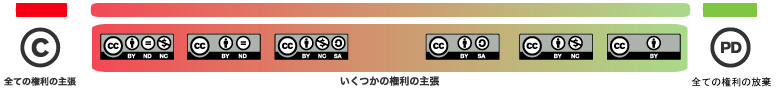
ライセンスの強さを一覧に示した図。左端に近づくほど法律で定められている全ての権利主張の範囲が大きく、利用時の制限も大きい。右端に近づくほど権利主張の範囲が狭く、利用の制限も小さい。なお、このマークの掲示及びその決定権は著作権者にあり、尚且つ自由意志である。

一番左をコピーライト(法律で定められている全ての権利の主張)である"All rights reserved"、一番右をパブリックドメイン(すべての権利の放棄)である"No rights reserved"として、クリエイティブ・コモンズ・ライセンスはこの両者の間で6段階の制約の強さの異なるライセンスを"Some rights reserved"の領域で提供している。パブリック・ドメイン・ツールは"No rights reserved"の領域で提供している。

## 利用条件
クリエイティブ・コモンズ・ライセンスには、基礎的な権利と4つの選択可能な条項が存在する。

### 基礎的な権利
基礎的な権利(英: Baseline Rights)は全てのライセンスに必ず含まれるライセンサーおよびライセンシーに提示される権利である。

#### 全てのライセンスは作者に以下の助けを与える。
- 著作権の帰属
- 作者の所属
- 他の人たちのフェアユース
- ファーストセール（英語版）
- 表現の自由にライセンスが影響を与えないこと

#### 全てのライセンスはライセンシーに以下を要求する。
- ライセンサーが制限していることをする場合はライセンサーの許可を要すること
- 作品の全ての複次著作物において如何なる著作権表示も残すこと
- 作品の複製物が作品のライセンスへ紐付けられること
- ライセンス条項を変更しないこと
- 他作者の作品の使用を制限する技術を使用しないこと

#### 全てのライセンスは以下を認める。
- 少なくとも非営利において、ライセンス誓約の条件に従うライセンシーに、作品を複製すること
- 作品を頒布すること
- 公的に掲載もしくは演奏すること
- ネット配信などのデジタルパフォーマンス（英語版）をすること
- 作品を逐語的な複製品として別の形式に変換すること

#### 全てのライセンスは以下の性質をもつ。
- 世界的に適用する
- 作品の著作権の存続期間中は存続する
- 取り消しは不可能である
- 非排他的である
- クリエイティブ・コモンズは合意の当事者ではなく、作品の品質を保証しない
- 原作者と二次著作物利用者の間でも誓約を引き継ぐ

### 選択可能な条項
選択可能な条項は作者が作品の利用条件として提示するライセンス条項である。ライセンス条項はそれぞれ独立した4つの条項(BY、NC、ND、SA)があり、作者が作品の利用条件として採用する条項を選択できる。
| アイコン | 権利の概要 | 詳細 |
| -------- | --- | --- |
|          | BY(英: Attribution、日: 表示)は、作品を複製、頒布、展示、実演を行うにあたり、著作権者の表示を要求する。2004年改定のバージョン2.0以降は、全ライセンスにおいて原作者の表示が義務付けられている。 | 「BY(表示)」は「利用可能な情報を用いて、可能な限り」付与しなくてはならない。通常、次のようなことを意味している。 - 著作権情報を含ませる(該当する場合) - もし著作物に著作権所持者による著作権情報が含まれている場合、それらの情報はその状態で保持するか著作物を再出版する時にメディアに合理的な方法で再現する必要がある。 - 作者名、芸名、ユーザーIDなどを引用する - もしインターネット上で公開する場合、作者名の所で(ある場合)その人物のプロフィールページにリンクした方がいい。 - 著作物のタイトルもしくは名前を引用する(該当する場合) - もしインターネット上で公開する場合、タイトルもしくは名前をオリジナル作品に直接リンクしたほうがいい。 - 著作者の下に特定のCCライセンスを引用する - もしインターネット上で公開する場合、ライセンスの引用をクリエイティブ・コモンズのライセンスページにリンクしたほうがいい。 - もし二次創作物もしくは翻案である場合に告知する - 上記に加えて、著作物が二次創作物であることを識別する必要がある。例として「これは[作者]の[原作品]の完訳版です」「[作者]の[原作品]を元にした脚本です」など。 |
|          | NC(英: Noncommercial、日: 非営利)は、作品を複製、頒布、展示、実演を行うにあたり、非営利目的での利用に限定する。                                                                                | 「NC(非営利)」条件は定義をめぐって議論が存在する。非商用のセッティングやアプリケーションと考えられるものの制限は他のパーミッシブ・ライセンスを推進しているオープンコンテントの根幹とは異なるため時々その定義が不明瞭になっている。 |
|          | ND(英: No Derivative Works、日: 改変禁止)は、作品を複製、頒布、展示、実演を行うにあたり、いかなる改変も禁止する。                                                                              | 「ND(改変禁止)」が付けられた著作物では、著作物を編集して使用することはできない。例えば音楽の場合、1コーラス、イントロ部分のみ使用する、時間調整のために編集して長さを変更する、音楽を途中でフェードイン、フェードアウトする、音楽をBGMにしてしゃべる等の行為は一般的によく行われるが、それらの行為は元の著作物の改変となってしまい利用許諾条項に反する。画像の場合は、サイズ変更、トリミング、色相、明度、彩度調整、文字載せ等も禁止される。 「ND(改変禁止)」が付けられた著作物には、それに同期する著作物を組み合わせることができない。たとえば改変禁止の条件がつけられた音楽で踊ったり、動画をつけたりすることはできない。これはアメリカやフランスなどで Synchronization Rights(シンクロ権)として認められている権利で、日本の著作権法では録音権の一部と解釈されている。 |
|          | SA(英: ShareAlike、日: 継承)は、ライセンスが付与された作品を改変、変形、加工してできた作品についても、元になった作品と同じライセンスを継承させた上で頒布を認める。                             | 「SA(継承)」が付けられた著作物を利用して二次著作物を作った場合、他者が二次著作物を元の著作物と同条件で利用することを無条件で許諾しなければならない。この特性により、SA条項はいわゆるライセンス感染を伴う。 |

## クリエイティブ・コモンズ・ライセンス
クリエイティブ・コモンズ・ライセンス(英: Creative Commons license)は、一つ以上のライセンス条項の組み合わせで6つの統合されたライセンスを定義する。組み合わせで選択したライセンス条項はライセンスのコモンズ証(名称およびアイコン)に標記される。
|  | CC BY(英: Creative Commons Attribution、日: クリエイティブ・コモンズ 表示)は、作品を複製、頒布、展示、実演を行うにあたり、著作権者の表示を要求する。 |
|  | CC BY-NC(英: Creative Commons Attribution-NonCommercial、日: クリエイティブ・コモンズ 表示-非営利)は、作品を複製、頒布、展示、実演を行うにあたり、著作権者の表示を要求し、非営利目的での利用に限定する。 |
|  | CC BY-ND(英: Creative Commons Attribution-NoDerivs、日: クリエイティブ・コモンズ 表示-改変禁止)は、作品を複製、頒布、展示、実演を行うにあたり、著作権者の表示を要求し、いかなる改変も禁止する。 |
|  | CC BY-NC-ND(英: Creative Commons Attribution-NonCommercial-NoDerivs、日: クリエイティブ・コモンズ 表示-非営利-改変禁止)は、作品を複製、頒布、展示、実演を行うにあたり、著作権者の表示を要求し、非営利目的での利用に限定し、いかなる改変も禁止する。                                                                                   |
|  | CC BY-SA(英: Creative Commons Attribution-ShareAlike、日: クリエイティブ・コモンズ 表示-継承)は、作品を複製、頒布、展示、実演を行うにあたり、著作権者の表示を要求し、作品を改変・変形・加工してできた作品についても、元になった作品と同じライセンスを継承させた上で頒布を認める。                                                     |
|  | CC BY-NC-SA(英: Creative Commons Attribution-NonCommercial-ShareAlike、日: クリエイティブ・コモンズ 表示-非営利-継承)は、作品を複製、頒布、展示、実演を行うにあたり、著作権者の表示を要求し、非営利目的での利用に限定し、作品を改変・変形・加工してできた作品についても、元になった作品と同じライセンスを継承させた上で頒布を認める。 |

単純な条項の掛け合わせでは計16の組み合わせが存在するが、「BY(表示)」を含まない組み合わせ、相互に排他的な「ND(改変禁止)」と「SA(継承)」条件の組み合わせは現在のクリエイティブ・コモンズ・ライセンスとしては無効である。

## パブリック・ドメイン・ツール
パブリック・ドメイン・ツール(英: Public Domain Tools)は、「パブリックドメインへの供与」もしくは「パブリックドメインの標識」を宣言し、作品および素材をパブリックドメインと同等の条件で公開するための法的ツールである。作者が著作権を含む権利を残して他者に特定条件の下に利用を許諾するライセンスではない。
|  | CC0は、作者の著作権を含む極力多くの権利を手放し、パブリックドメインへの供与を宣言する法的ツールである。 CC0の供与の宣言における作者が手放す対象の権利は各国の著作権法に依存し、その法律内で作者が権利を持ち、作者が権利を手放しうる出来る限り多くの事項を対象とし、著作権の失効したパブリックドメインと同等条件の作品とする。法的に権利を手放すことを宣言が出来ない場合は、パブリックドメインへの供与と同意義のライセンスとして振る舞い、パブリックドメインと同等条件の作品とする。 CC0はソフトウェアのソースコードに適用するツールとして適当であるため、ソフトウェアライセンスとしての承認検証が実施されている。フリーソフトウェア財団はCC0が自由ソフトウェアの定義に適応する自由ソフトウェアライセンスと承認し、ソフトウェアのソースコードをパブリックドメインに置く手法として推奨している。オープンソース・イニシアティブはCC0の著作権の権利放棄の不確定性からオープンソースライセンスと承認しない判断を出している。 |
|  | PDM(英: Public Domain Mark、日: パブリック・ドメイン・マーク)は、パブリックドメインに置かれている作品に改めてパブリックドメインの標識を明示するラベルである。 PDMの標識の明示はパブリックドメインを表すラベルであり、コピーライトの制約から開放された公用の作品であることを示し、インターネット上でそのような作品を見つけやすくすることを手助けする。PDMは著作権の失効した作品に用いるため、CC0と異なり、作者以外の人によってPDMが作品につけられる可能性がある。ただし、地理的に異なる地域でPDMを用いるのは、各国の著作権法の定める権利の存続期間および適用領域が異なるため不適切となる可能性がある。 |

## バージョン履歴
2002年12月15日、クリエイティブ・コモンズ・ライセンス バージョン1.0がリリースされた。
2004年5月24日、クリエイティブ・コモンズ・ライセンス バージョン2.0がリリースされた。バージョン2.0では、BY条項を含まないライセンスの利用率が非常に少ないことからBY条項を必須とした。著作権表示のためのURL等を用いたリンクバックの適切な用法を明確化をした。シンクロ権の扱いを明確化した。その他、楽曲に関わる権利、例えばNC条項を付与しても音楽著作権管理団体からロイヤリティを回収する権利を残す、営利目的の再利用を許可する場合は利用者の収入源を定める排他的な権利を放棄するなど、を明確化した。デューディリジェンスモデルのリスク回避のため題目、商業性、適切性を否定する表現を含めた。SA条項の誓約が、同一ライセンス、同じライセンスの最新バージョン、iCommonsの認める同等誓約ライセンスに適用できることを明確化した。また、SA条項の作品の併用においてCC BY-NC-SAとCC BY-SAに互換性は持たせない(それらの作品を併用できない)など、複数種類のライセンスの互換性について検討がなされた。
2005年6月、クリエイティブ・コモンズ・ライセンス バージョン2.5がリリースされた。バージョン2.5では、必須となったBY条項の扱い方についてマイナーバージョンアップとして見直した。
2007年2月23日、クリエイティブ・コモンズ・ライセンス バージョン3.0がリリースされた。バージョン3.0では、USライセンスからの総括的な分離をし、世界的に汎用可能な「非移植(英: Unported)」ライセンスを定義した。DRM(Digital Rights Management)およびTRM(Technical Protection Measures)に関わる「利用の自由(anti-DRM)」と「権利の保護(DRM)」の両立場での観点から改善が試みられた。ただし、この分野を詳細に言及することはライセンスを複雑化させて不便なものにすると判断し、簡潔な表現で纏めるに留まった。
2009年1月16日、CC0 バージョン1.0がリリースされた。2007年からCC0の策定は始められていた。
2010年10月11日、パブリック・ドメイン・マーク バージョン1.0がリリースされた。
2013年11月25日、クリエイティブ・コモンズ・ライセンス バージョン4.0がリリースされた。バージョン4.0では、各国語版ライセンスを各国法律に合わせた「移植(英: Porting)」ではなく、原文のままを用いる「翻訳」としてライセンスを全世界の共通のもの(「国際」(International))とした。データベース権のような著作権法外で規定される権利の扱いを明確化した。BY条項の求める著作権表示の共通理解を示した。作者が求めるならば、著作権表示の誓約をより柔軟に緩めることを可能にした。ライセンス違反に際して30日間の是正猶予期間を設けた。

## ライセンスの選択
6つのライセンスのどれを選択し採用するかは、作者が作品の利用に際して「商用利用を許可するか」と「改変を許可するか」の二つの質問に答えることで決めることが出来る。クリエイティブ・コモンズはライセンスを選択するツール「Choose License」をウェブサービスとして公開している。
| アイコン | 説明                         | 略称     | 表示を要求するか | 改変を許可するか | 商用利用を許可するか | 自由文化作品を許可するか | OKFのオープンの定義に適合するか |
| -------- | ---------------------------- | -------- | ---------------- | ---------------- | -------------------- | ------------------------ | ------------------------------- |
|          | パブリックドメインとして公開 | CC0      | No               | Yes              | Yes                  | Yes                      | Yes                             |
|          | 表示のみ                     | BY       | Yes              | Yes              | Yes                  | Yes                      | Yes                             |
|          | 表示 + 継承                  | BY-SA    | Yes              | Yes              | Yes                  | Yes                      | Yes                             |
|          | 表示 + 非営利                | BY-NC    | Yes              | Yes              | No                   | No                       | No                              |
|          | 表示 + 非営利 + 継承         | BY-NC-SA | Yes              | Yes              | No                   | No                       | No                              |
|          | 表示 + 改変禁止              | BY-ND    | Yes              | No               | Yes                  | No                       | No                              |
|          | 表示 + 非営利 + 改変禁止     | BY-NC-ND | Yes              | No               | No                   | No                       | No                              |

## 過去のライセンスとツール
廃止もしくは批判があったことが原因で過去に提供されていたクリエイティブ・コモンズ・ライセンスで使われなくなり、新たな著作物に適用させることが推奨されなくなったものがある。
BYを含まないライセンスは、2.0以降のバージョンで廃止された。廃止の背景は、ライセンサーの98%がウェブサイト上でのリファレンスを利用可能なままにするために表示を求めているためである。
発展途上国ライセンスは、世界銀行が所得が高くないと見なしている国にのみ適用されるライセンスである。他国の人々には完全な著作権制限が適用される。
サンプリングライセンスは、著作物の一部を宣伝行為を除きいかなる目的であろうと使用出来るが、著作物全体をコピーしたり改変することはできない。
サンプリングプラスライセンスは、著作物の一部を宣伝行為を除きいかなる目的であろうとコピーしたり改変できる。また著作物全体を非商用目的に限りコピーできる。
非商用サンプリングプラスライセンスは、著作物の全体もしくは一部を非商用目的にコピーしたり改変できる。

PDDC(廃止)

PDDC(Public Domain Dedication and Certification、日: パブリック・ドメインへの供与と認証)は、アメリカ合衆国の著作権法を主観にした作品をパブリックドメインへの供与を宣言するツールである。このツールはCC0とPDMに置き換えられた。

## 留意点

### ライセンスの解釈
バージョンによって利用許諾条項の文章が一部異なるため、条件の解釈が変わる可能性がある。国によっては、特定の条件を満たすと著作権者の権利が一部制限されることがあるため、提示したライセンスに反して著作物が使用されてしまうことがある。

### コピーコントロール機能の禁止
二次的著作物には、コピーコントロール機能などの著作権に関する世界知的所有権機関条約で定義される技術的保護手段を講じることができない 。例えば、テレビ放送する場合はコピー・ワンス・ダビング10などのコピー制御機能を使用することが違法となる可能性がある。ただし二次的著作物が編集著作物・データベースの著作物に該当する場合は、二次的著作物の部分以外には技術的保護手段を講じることができる。なおバージョン4.0においては、作品に付加されたコピーコントロール機能を解除して使用することも認められている。

### 二次的著作物
6つライセンスの機能はそれぞれ異なるため、異なるライセンスの下に置かれた作品は、ライセンス条項に違反することなく、必ずしも互いに併用できるとは限らない。ライセンスの互換性がないライセンスで使用許諾された作品は、著作権者の許可を得ることなく他作品と再結合することはできない。二次著作物で作品のライセンスを選択する際、複数の異なるライセンスの作品を併用して派生作品を制作する際はライセンスの互換性に注意しなければならない。OER Africaはライセンスの互換性を確認するツール「Creative Commons Licenses Compatibility Wizard」をウェブサービスとして公開している。

### 過去の和訳語
和訳語は2006年11月29日にクリエイティブ・コモンズ・ジャパンによって変更されたもので、それ以前は「表示」は「帰属」、「改変禁止」は「派生禁止」、「継承」は「同一条件許諾」と訳されていた。そのため、過去の日本版ライセンスのリーガル・コードにはその訳で書かれている。

## 批評

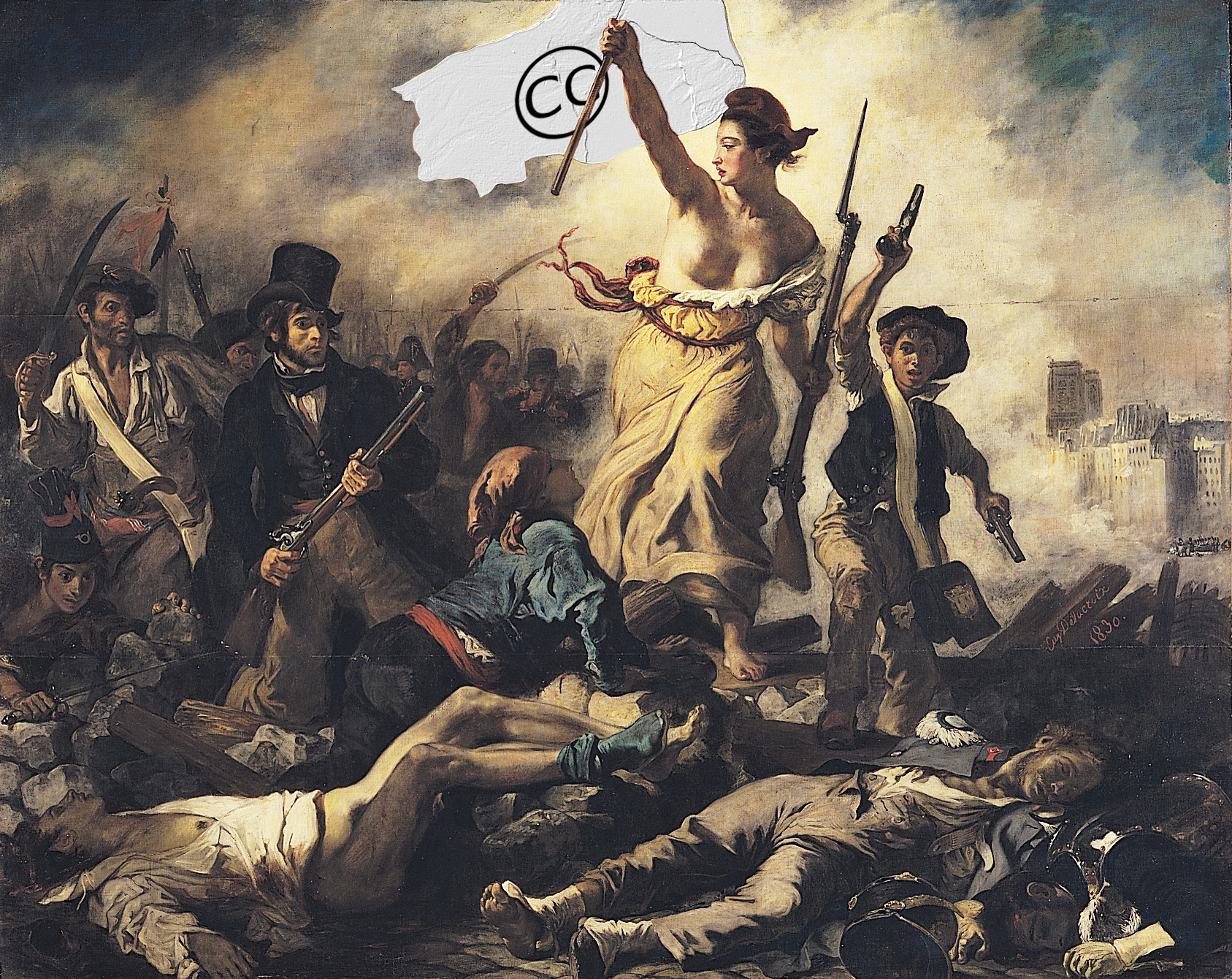
貢献者を導くクリエイティブ・コモンズ、この画像はウジェーヌ・ドラクロワの民衆を導く自由の女神の派生作品

### ライセンス全般
『The Scholarly Kitchen』の著者であるケント・アンダーソンはSociety for Scholarly Publishingで、「クリエイティブ・コモンズ・ライセンス」は「著作権」に依存し、その上で後者よりも複雑であるため、一般の人々はクリエイティブ・コモンズ・ライセンスを精査しないでソフトウェア利用許諾契約のように反射的に受け入れる一方で、同時に著作権によって保護される権利を弱める恐れがあると述べた。
ニーナ・パリーは、全てのクリエイティブ・コモンズ・ライセンスはBY条項を含んでいるため、他の複数の作品をベースとした作品では不便となると述べている。

### 商用分野
批評家は、コンテンツ制作者の報酬が十分でないことにより、作品を制作することを躊躇させ、クリエイティブ・コモンズ・ライセンスで構築されるものはローカル・コモンズではないかと疑問を提した。
エリック・メーラーは、NC条項はウィキペディアなどの商用利用を認めるオープンコンテントのサイトとライセンスの互換性がなく、NC条項が普及することで大企業ではなくブログ、ラジオ局、ローカル新聞などを扱う中小企業もしくは個人事業の制作者が被害を受けると危惧した。

### ソフトウェア分野
DebianやGNUプロジェクトなどの自由ソフトウェア運動を強く支持している開発者はバージョン2.0以前のBY条項を含むクリエイティブ・コモンズ・ライセンスはDebianフリーソフトウェアガイドラインに互換性がないと判断を出した。ライセンスのanti-DRM(曖昧さによりDRM以上の広域概念を含む)の条文と、二次著作物の作者への原作者の要求に応じてクレジットの削除するという要件が懸案となっていた 。バージョン3.0ではこれらの事項について検討および解消がなされ、Debianフリーソフトウェアガイドラインに互換性が認められた。
自由ソフトウェア運動を推進しているベンジャミン・マコ・ヒルは、全てのライセンスが満たさなければならない作者と利用者が準拠すべき「基本の自由」の確立に失敗したと述べた。また、クリエイティブ・コモンズ・ライセンスは、互換性のない複数のライセンスを提供することによってライセンスの氾濫を悪化させると主張した。フリーソフトウェア財団の代表リチャード・ストールマンは、クリエイティブ・コモンズ・ライセンスが「公開された作品を営利目的で共有する自由」を許可しないライセンスを採用しているため、クリエイティブ・コモンズを積極的にサポートすることをしないと発言した。また、リチャード・ストールマンはベンジャミン・マコ・ヒルの指摘を支持した。

## 利用事例
クリエイティブ・コモンズはGlobal Affiliate Networkを通してクリエイティブ・コモンズ・ライセンスが利用可能な地域の展開を進めている。
クリエイティブ・コモンズは、2011年6月にクリエイティブ・コモンズ・ライセンスを利用したプロジェクトやクリエイターの活動をまとめた世界各国の事例集『The Power of Open』をリリースした。
ウィキメディア財団は、2005年9月25日以降にウィキニュースへ投稿されたテキストを「CC BY 2.5」を採用した。2009年6月15日以降は、ウィキペディアなどその他のウィキメディア・プロジェクトでも「CC BY-SA 3.0 Unported」を採用した。
日本の文化庁は、2013年3月に策定を検討していたCLIPシステム(CLIPライセンス、自由利用マーク)の計画を破棄し、著作物の利用許諾について意思表示するライセンスとしてクリエイティブ・コモンズ・ライセンスを支援すると表明した。
非公式ではあるが、合衆国最高裁判所の口頭弁論はOyezプロジェクトでクリエイティブ・コモンズ・ライセンスの下、オーディオファイルとして公開されている。
他の採用事例としては、学術分野ではオープンコースウェア、カーンアカデミー、セイラーアカデミー、アナトモグラフィーがある。メディアコンテンツ分野ではccMixter、openphoto.net、flickr、Freesound、OpenGameArt.org、Jamendoがある。ソーシャルネットワーク分野ではknol、Citizendium、Identi.ca、マッシュルーム・オブザーバー、アソシエーション・フォー・プログレッシブ・コミュニケーションがある。